# Gare centrale de Taipei
 (juillet 2020).
Si vous disposez d'ouvrages ou d'articles de référence ou si vous connaissez des sites web de qualité traitant du thème abordé ici, merci de compléter l'article en donnant les références utiles à sa vérifiabilité et en les liant à la section « Notes et références ».
La gare centrale de Taipei (chinois traditionnel : 台北車站 ; chinois simplifié : 台北车站 ; pinyin : Táiběi chēzhàn) est la principale gare ferroviaire de Taipei. Elle est desservie par les trains du réseau classique de l'Administration des chemins de fer de Taïwan (en) (TRA), les trains à grande vitesse, ainsi que le métro de Taipei. Via un passage souterrain, elle est reliée à la station terminus de la ligne Aéroport du métro de Taoyuan donnant accès à l'aéroport international Taiwan-Taoyuan.

## Histoire
La première gare a ouvert le 20 octobre 1891, durant la colonisation de Taïwan par l'empire du Japon.
Le 2 mars 2007, la partie de la gare accueillant les trains à grande vitesse est ouverte.

## Service des voyageurs

### Accueil
Des comptoirs d'enregistrement des compagnies aériennes China Airlines, EVA Air, Mandarin Airlines, et UNI Air permettent aux passagers d'enregistrer leurs bagages directement dans la gare avant de se diriger vers l'aéroport international Taiwan-Taoyuan.